# Moerascavia
De moerascavia (Cavia magna) is een klein knaagdier dat voorkomt in een langgerekt gebied langs de kust van Zuid-Oost Brazilië en Oostelijk Uruguay.

## Beschrijving
Een volwassen mannetje is gemiddeld 310 mm lang en weegt 636 gram, vrouwtjes meten 303 mm en 537 gram. De kleur van de vacht is donkerbruin met roodbruin aan de onderzijde. Het dier heeft zwemvliezen tussen de tenen.
De moerascavia is herbivoor. Hij leeft solitair in een uitgebreid netwerk van tunnels en vluchtwegen in de begroeiing. Het vrouwtje werpt tot driemaal per jaar 1 of 2 jongen na een draagtijd van 64 dagen. Dit gebeurt  vooral in het voorjaar en de vroege zomer. De jongen zijn bij de geboorte vrij groot en groeien snel. Sommige vrouwtjes zijn al bevrucht als ze tussen de 30 en 45 dagen oud zijn.

## Voorkomen en bedreiging
Deze cavia-achtige komt voor in vochtige graslanden, moerassen, bosranden en kleine valleien. De soort werd door de IUCN in 2016 beschreven als stabiel en nauwelijks bedreigd.